# SexySoccer
SexySoccer ist eine Open-Air-Veranstaltung, die alle zwei Jahre parallel zur Fußball-Weltmeisterschaft oder -Europameisterschaft stattfindet. Bei der Veranstaltung wird ein Fußballspiel aus dem jeweils aktuellen Spielplan nachgespielt. Seit 2006 findet das Event in Berlin statt und wurde bis auf einmal in Wien auch immer dort ausgetragen.
Das Team samt Spielerinnen besteht ausschließlich aus 12 deutschen Erotikdarstellerinnen. Sie tragen anstatt echter lediglich aufgesprühte Trikots als Bodypainting. SexySoccer wird jedes Mal von bekannten Erotikdarstellerinnen aus dem Showbiz begleitet, und der Austragungsort ist meistens ein Stadtstrand mit Beachvolleyball-Anlage.

## Hintergrund
Veranstalter des Open Air Events ist das Webcam-Portal VISIT-X.
Bei SexySoccer treten die bekanntesten Vertreterinnen aus der deutschen Erotikindustrie zu einem freundschaftlichen Spiel an. Das jeweilige Siegerteam erhält einen eher symbolischen Pokal und der Branche entsprechend eine Sektdusche. Nach mehr als zehn Jahren SexySoccer hat sich die Veranstaltung fest etabliert und auch die Presse ist national und international vertreten.
Seit Beginn wirbt die Veranstaltung mit Prominenten aus dem Unterhaltungsbereich für das Open-Air Event:
- 2006: Jürgen Drews
- 2008: Jürgen Drews
- 2010: Dolly Buster & Annina Ucatis
- 2012: Micaela Schäfer, Annina Ucatis, Aische-Pervers & Lena Nitro
- 2014: Micaela Schäfer, Rolf Eden, Evil Jared & Aileen Taylor
- 2016: Micaela Schäfer, Mia Julia, Lexy Roxx, Sarah Joelle Jahnel, Evil Jared & Edona James
- 2018: Micaela Schäfer, Katja Krasavice, Evil Jared & Cathy Lugner